# Чизумулу
Чизумулу (на английски: Chizumulu) е по-малкият от двата острова в езеро Малави. Той, заедно с остров Ликома, е включен в област Ликома. Населението на острова е около 4000 души.
Островът не е електрифициран и няма асфалтирани пътища. С лодки жителите му могат да отидат до Мозамбик и Малави. Интересното е, че макар и двата острова да са заобиколени от мозамбикски териториални води, те се причисляват към територията на Малави и де факто са малавски анклави.